# Латиновац
Латиновац је насељено место у општини Чаглин, у Славонији, Република Хрватска.

## Историја
До нове територијалне организације место је припадало бившој великој општини Славонска Пожега.

## Становништво
Насеље је према попису становништва из 2011. године имало 68 становника.
| Националност       | 1991.       |
| Срби               | 89 (67,42%) |
| Хрвати             | 24 (18,18%) |
| Југословени        | 15 (11,36%) |
| остали и непознато | 4 (3,03%)   |
| Укупно             | 132         |